# Joaquim Ros i Sabaté
Joaquim Ros i Sabaté (Barcelona, 1936) és un escultor català, fill de Joaquim Ros i Bofarull, també escultor.
Estudià a l'Escola de la Llotja, on es llicencià el 1957, i després residí un temps a Itàlia. Especialitzat en busts, ha treballat tant per a particulars com per a organismes oficials i a les seves obres utilitza tant el ferro com la pedra. El 1979 fou nomenat director de l'Escola d'Arts i Oficis de Vic. Entre les seves obres, la majoria a Barcelona, destaquen: Roger de Llúria (1961), al carrer de Roger de Llúria; Sant Jordi (1962), a la Via Augusta; Esportistes del mar (1969), al moll de la Fusta; Clavileño (1970), a l'Aeroport del Prat; Lepant (1971), al passeig de Colom, al davant de les Drassanes; El patí català (1972), a l'Escullera de Barcelona; El pallasso (Charlie Rivel) (1972), als jardins de Joan Brossa; i Cavalls desbocats (1993), al parc de la Trinitat.
A Cadaqués va fer un Monument a Salvador Dalí. El 2007 va fer sis estàtues de Juan Manuel Fangio, situades a Buenos Aires (Argentina), Montecarlo (Mònaco), Montmeló, Nürburg (Alemanya), Stuttgart (Alemanya) i Monza (Itàlia).

## Galeria

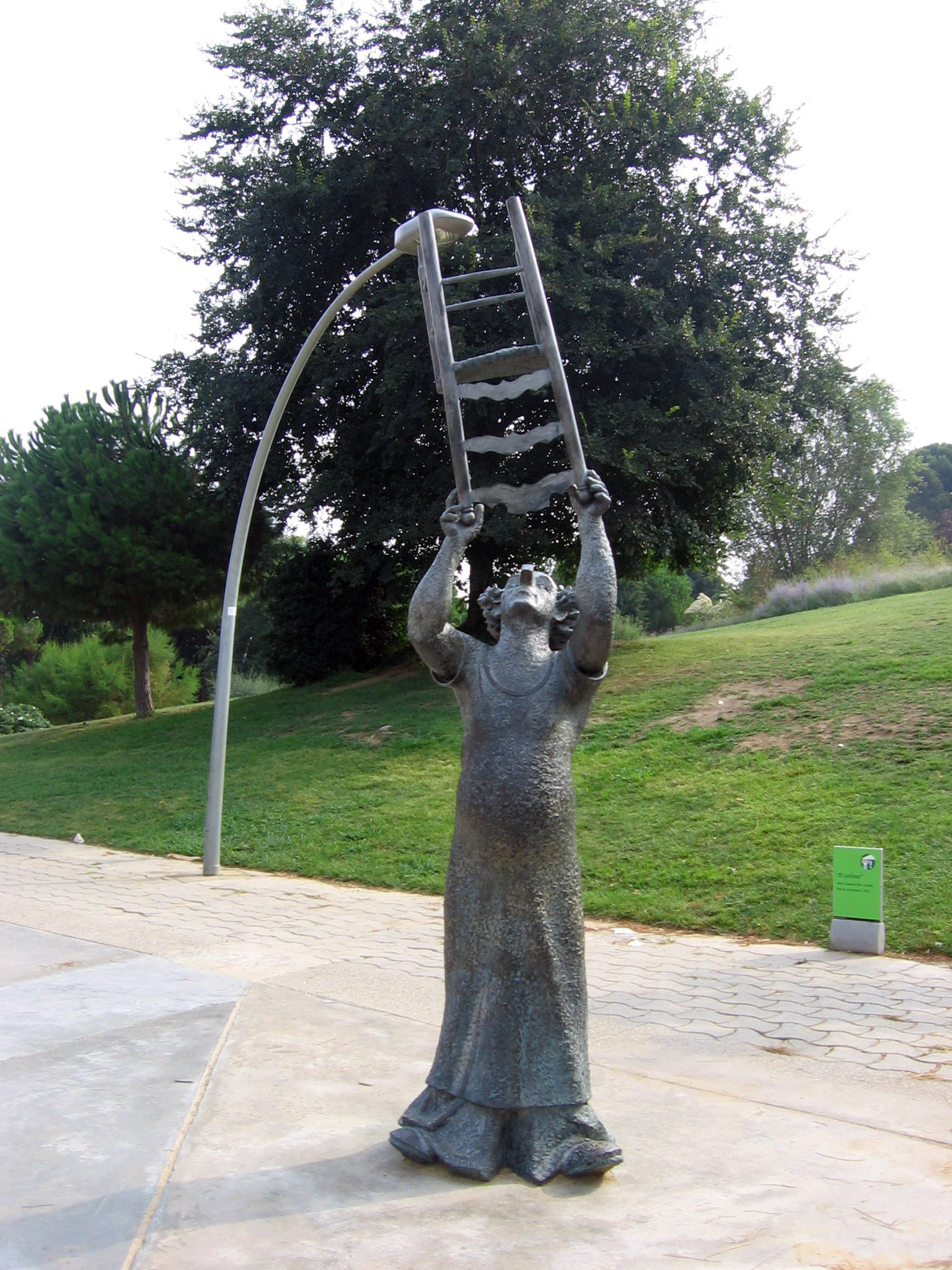
El pallasso, als Jardins de Joan Brossa al Parc de Montjuïc, en record de Charlie Rivel
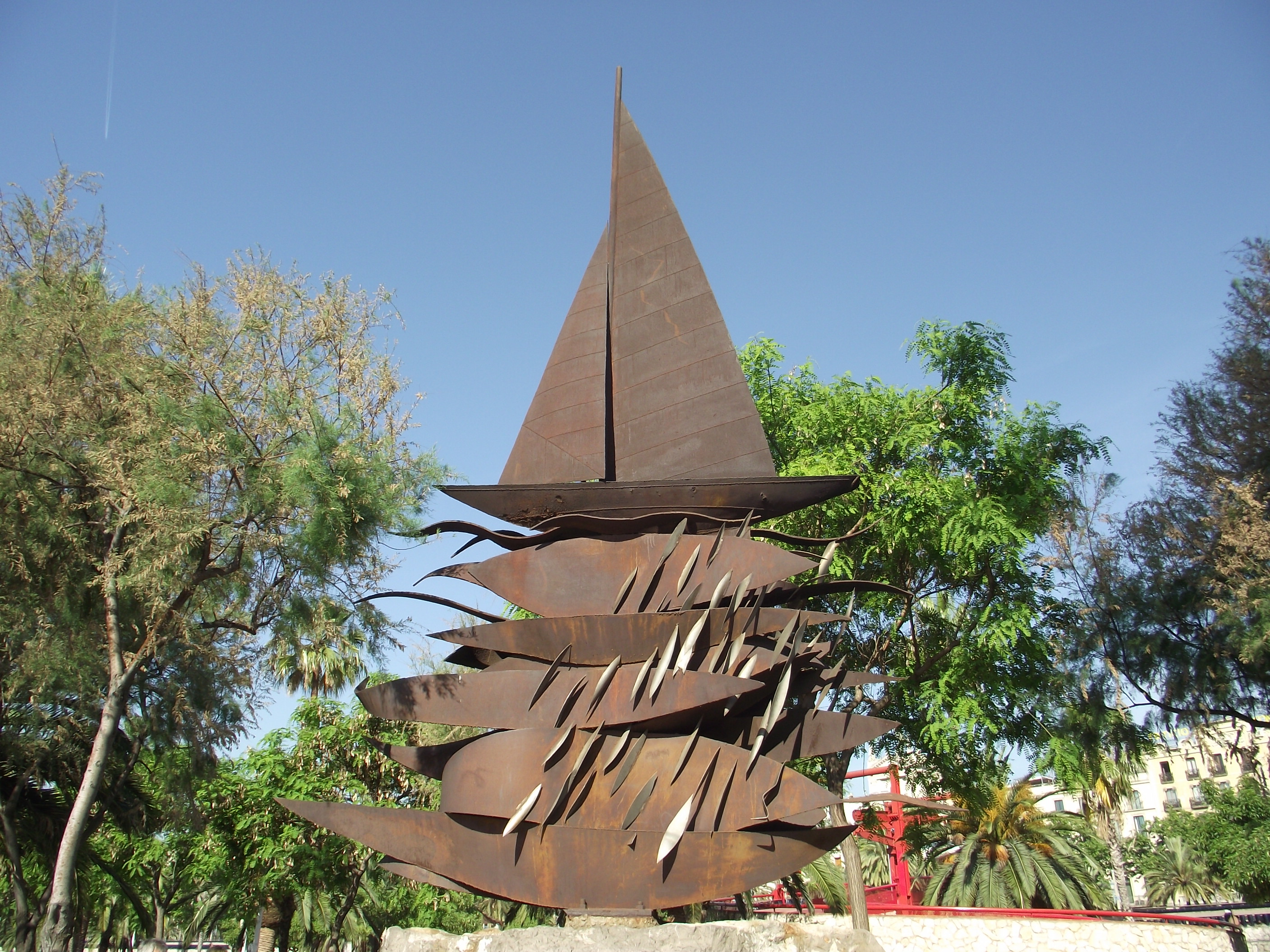
Esportius de la mar, al moll de la Fusta
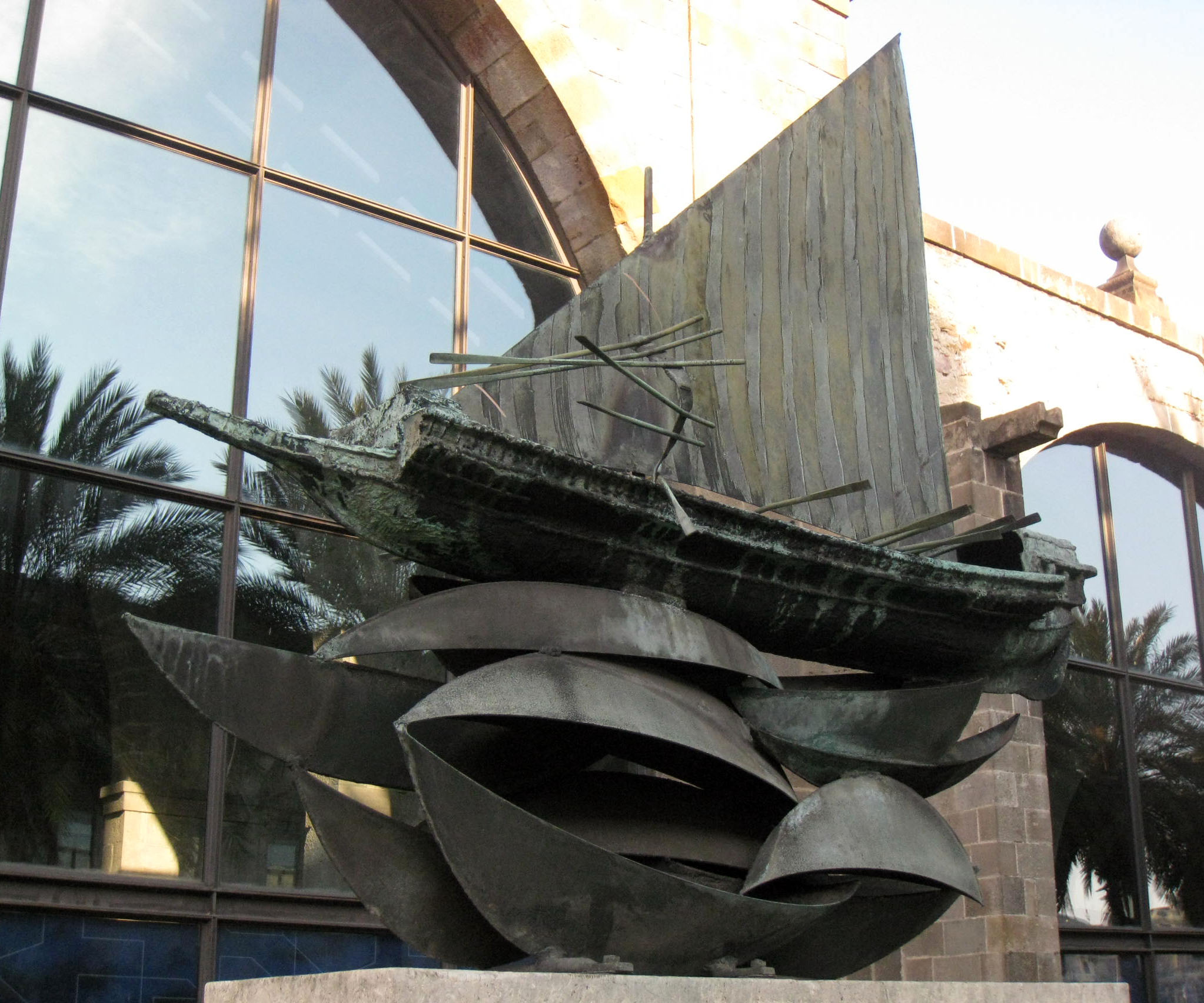
Lepant, davant les Drassanes Reials
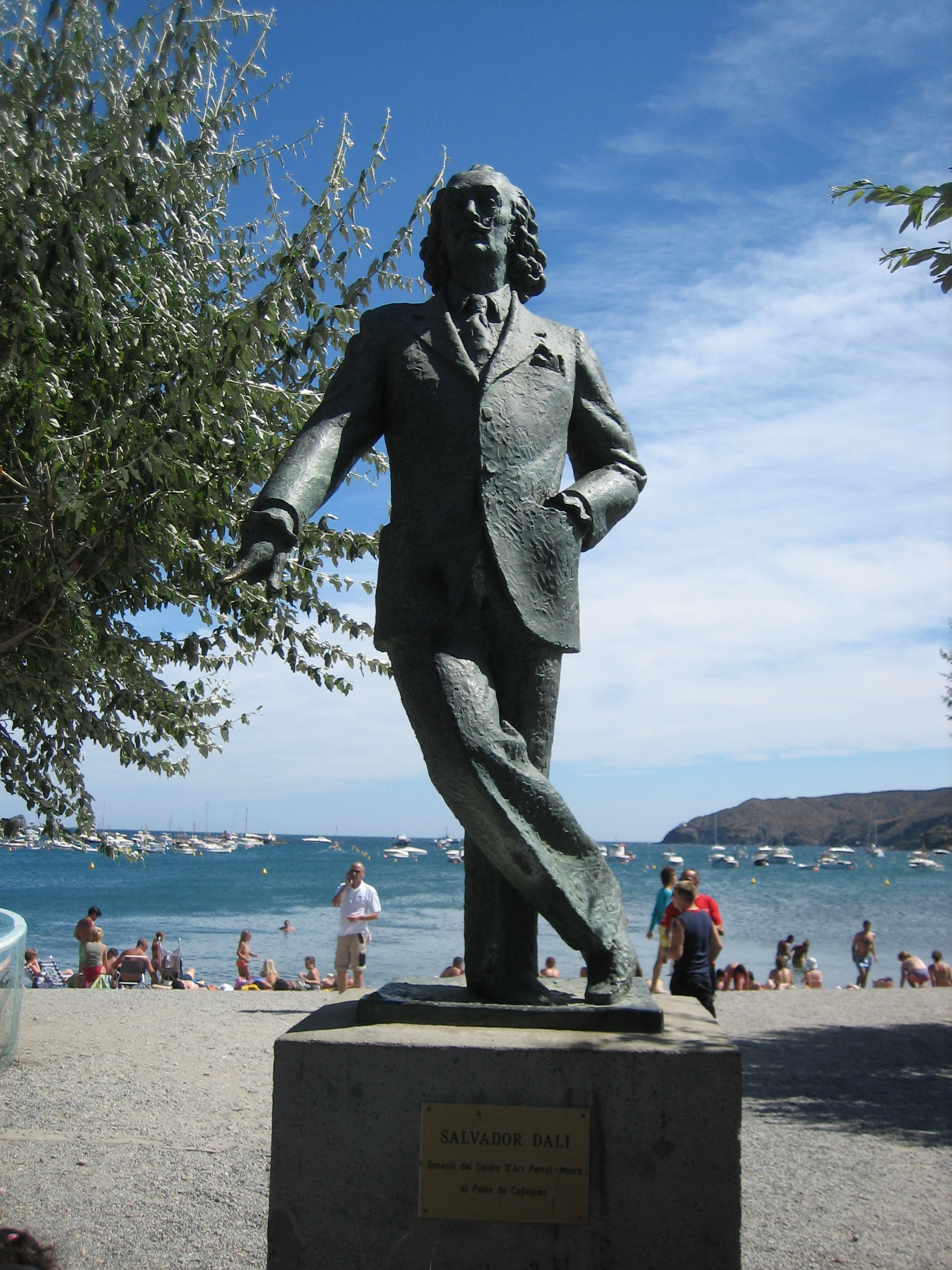
Salvador Dalí, a Cadaqués
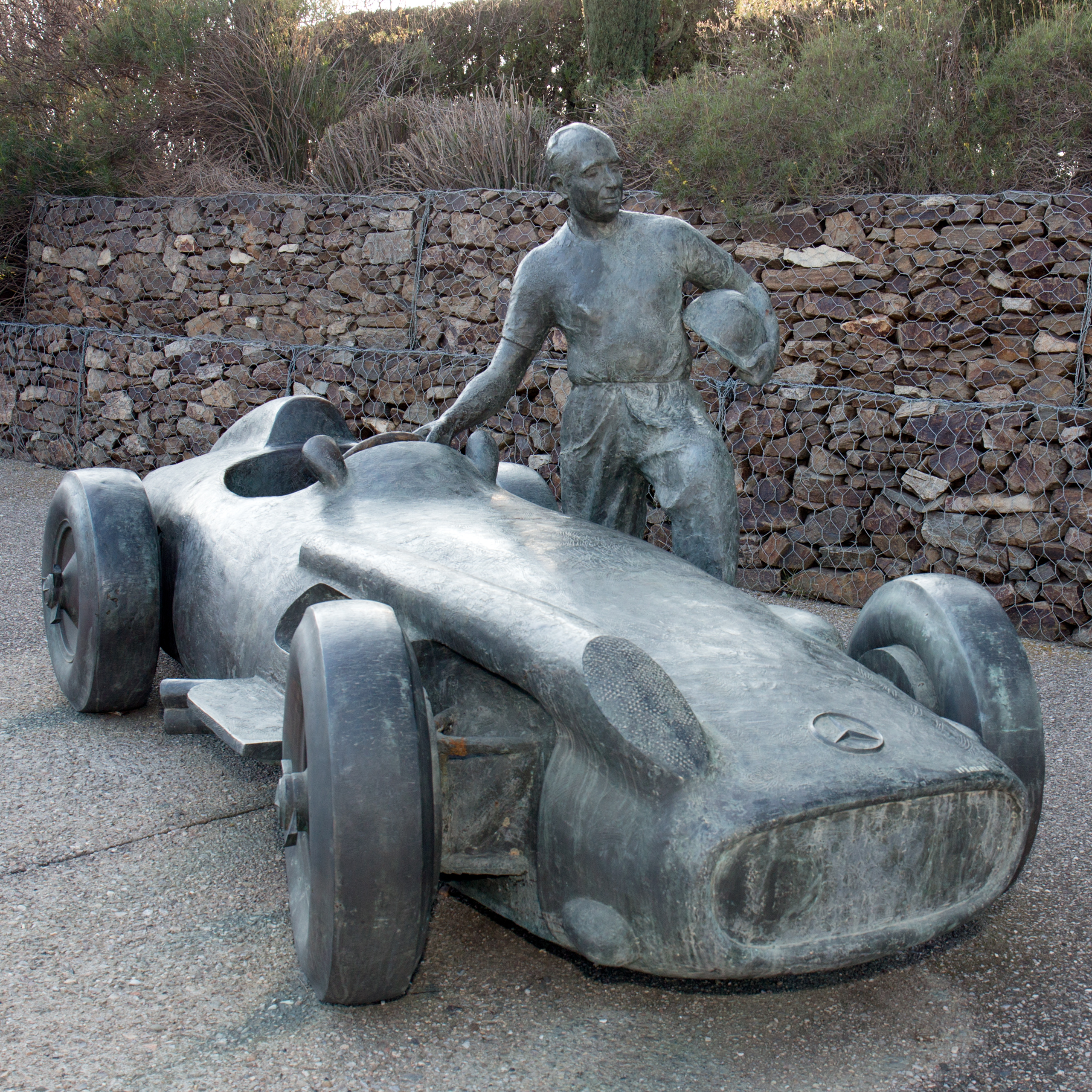
Juan Manuel Fangio, a Montmeló
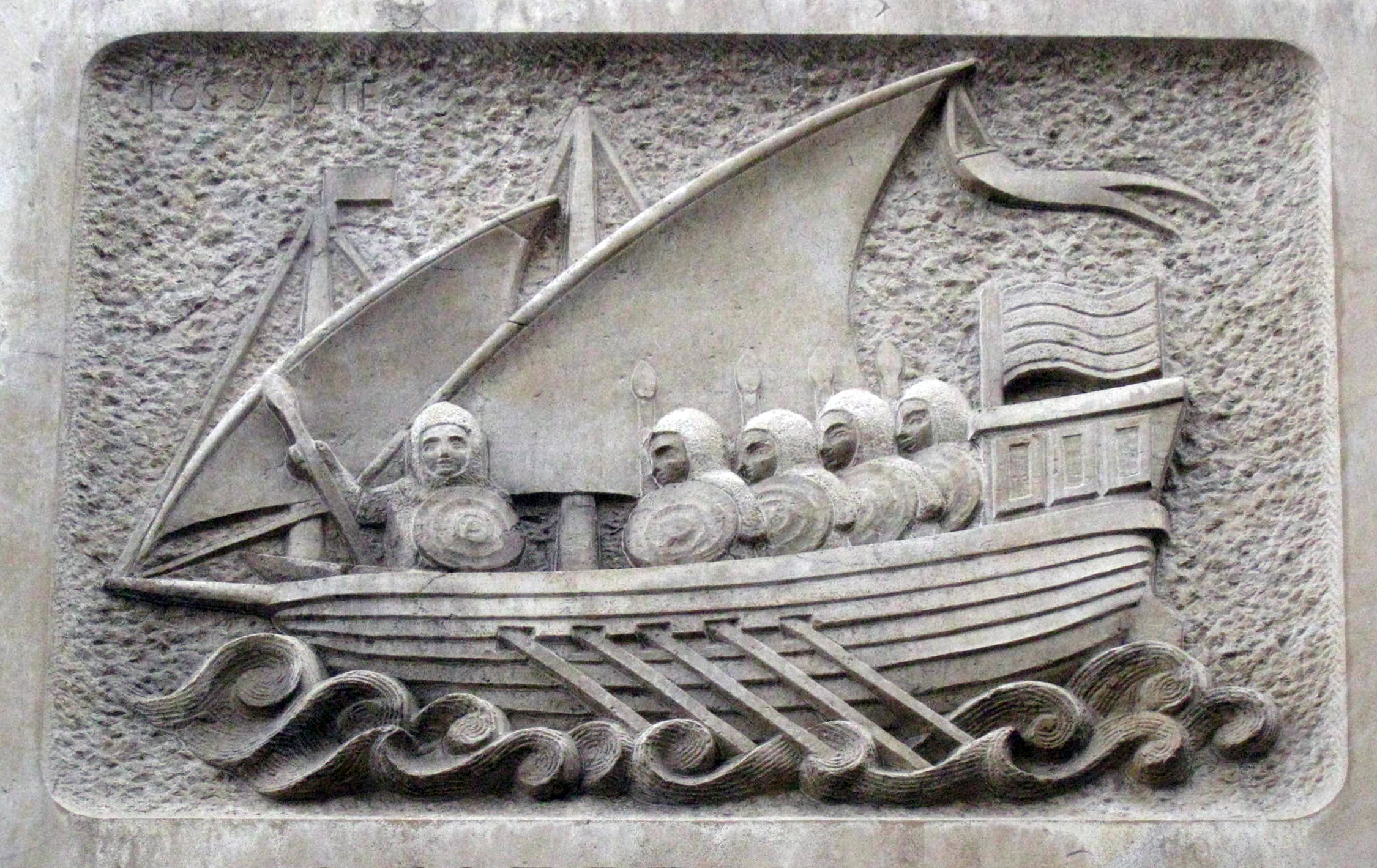
Roger de Llúria, al carrer homònim de Barcelona
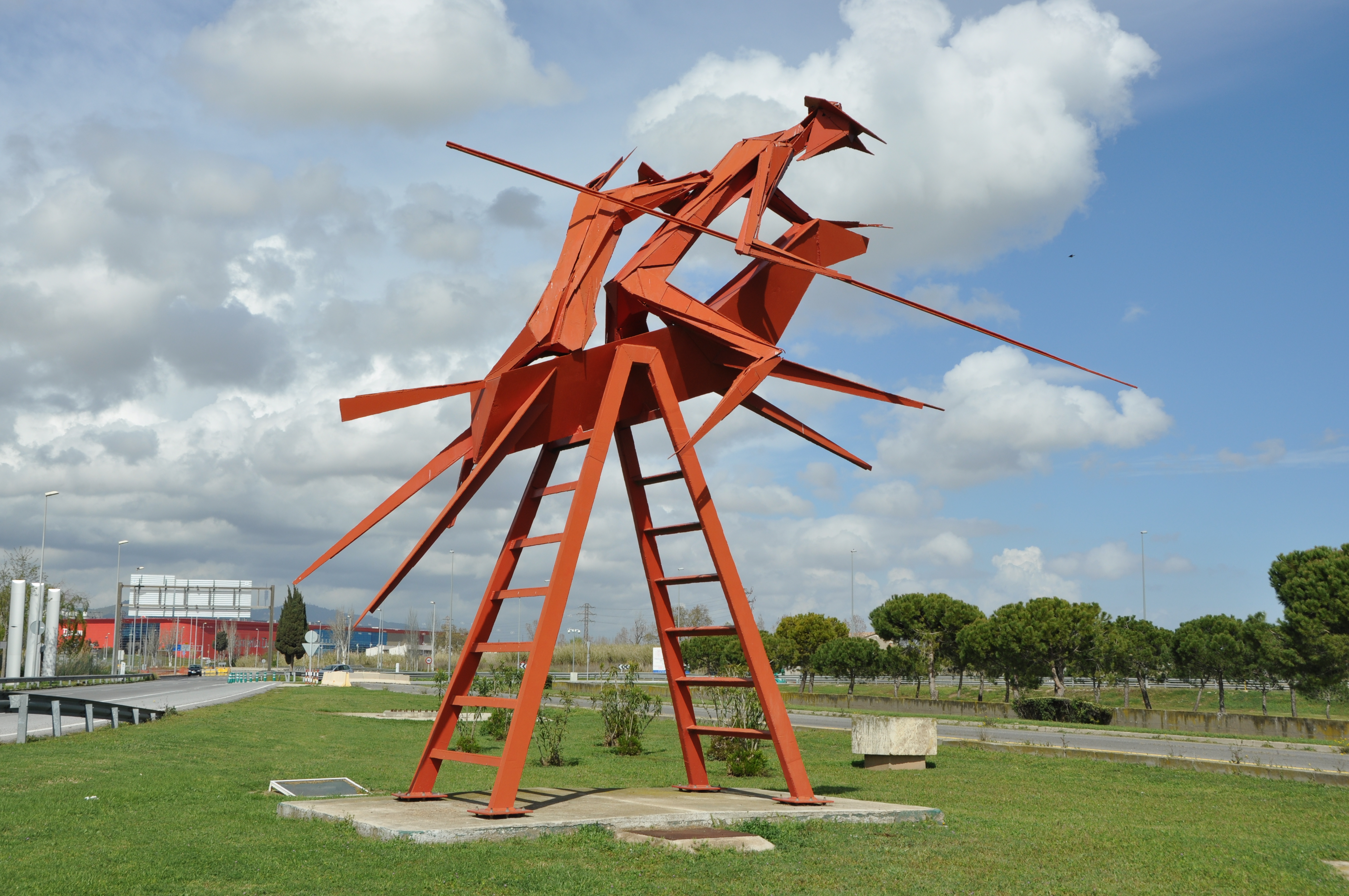
Clavileño, 1970. Aeroport de Barcelona
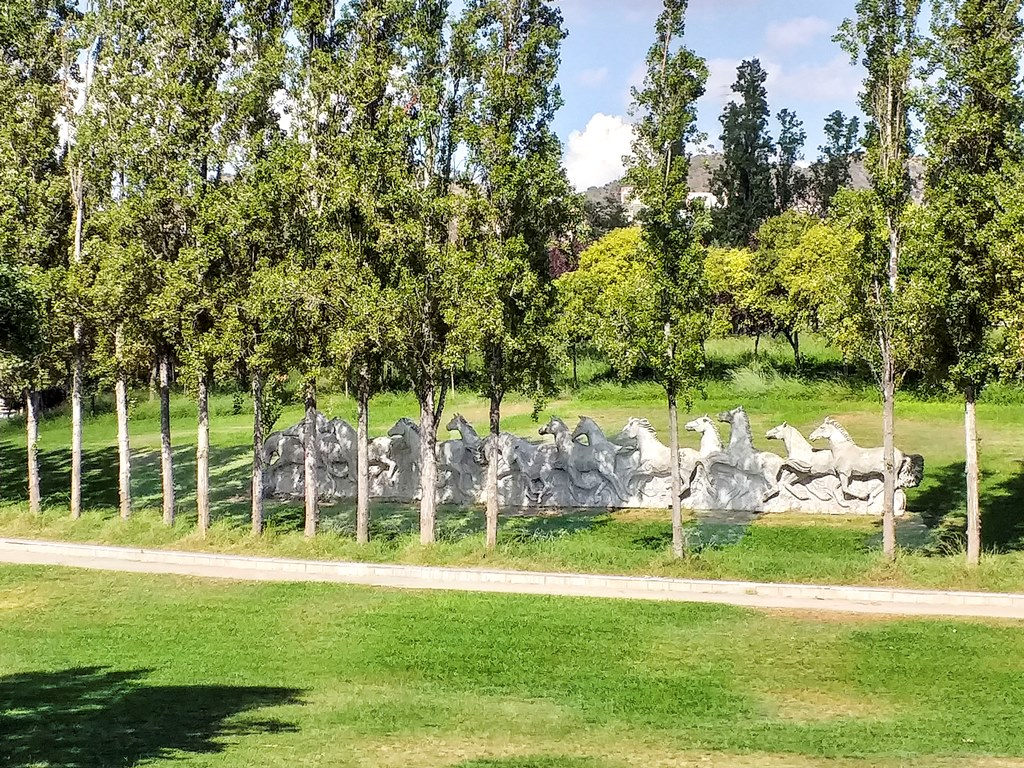
Cavalls desbocats, 1993, Parc de la Trinitat, Barcelona